# Upplands runinskrifter 673
Upplands runinskrifter 673 är ett försvunnet vikingatida runstensfragment som funnits i Rölunda, Häggeby socken och Håbo kommun. Martin Aschaneus rapporterade om och avbildade fragmentet på 1600-talet. Även Johannes Bureus undersökte stenen under detta sekel, men efter det finns inga rapporter.

## Inskriften
Translitterering av runraden:
[... ...lfton · auk · ok...]
Normalisering till runsvenska:
... [Ha]lfdan ok ...
Översättning till nusvenska:
... Halvdan och ...